# Pierre-Gilles Chanlaire
Pierre-Gilles Chanlaire est un géographe et statisticien français du ministère des Finances des services du cadastre et des forêts.

## Biographie
Pierre-Gilles Chanlaire est né à Wassy le 21 juin 1758.
Il est marié le 26 avril 1787 avec Angélique-Émilie Vermeil (1769-1838) avec qui il a deux enfants.
Il est attaché au bureau topographique du cadastre.
Sous le Consulat, Chanlaire travaille à l'Administration générale des forêts sous les ordres de l'administrateur Chauvet. Il est chargé de la formation des arrondissements forestiers et des aménagements des forêts. Il est l'auteur de l'Instruction pour les arpenteurs forestiers du 9 frimaire an X (30 novembre 1801) qui prévoyait l'uniformité de disposition des plans forestiers. Il codirige la revue Annales forestières parue de 1808 à 1816.
Il est mort à Paris le 8 mars 1817.

## Ouvrages
On lui doit plusieurs travaux recommandables de statistique et de géographie :
- Tableau général de la nouvelle division de la France, Paris, 1802, in-4 ;
- Description topographique et statistique de la France, 1810, 2 vol.in-4 ;
- Atlas de la France en départements (en 86 cartes), 1818 ;
- Atlas de grandes cartes du théâtre de la guerre en Orient, de l'Égypte, du Rhin et de la Belgique, etc.

Une rue de Wassy porte son nom.

## Source
- Pierre Grégoire est communément indiqué dans la plupart des biographies au lieu de son véritable prénom Pierre Gilles.

Cet article comprend des extraits du Dictionnaire Bouillet. Il est possible de supprimer cette indication, si le texte reflète le savoir actuel sur ce thème, si les sources sont citées, s'il satisfait aux exigences linguistiques actuelles et s'il ne contient pas de propos qui vont à l'encontre des règles de neutralité de Wikipédia.